# Wladimir Stepanowitsch Stogow
Wladimir Stepanowitsch Stogow (russisch Владимир Степанович Стогов, wiss. Transliteration Vladimir Stepanovič Stogov; * 5. November 1930 in Moskau; † 17. Mai 2005 in Moskau) war ein sowjetischer Gewichtheber.

## Werdegang
Wladimir Stogow kam mit 18 Jahren zum Gewichtheben. Er zeigte viel Talent und errang bei vielen Konkurrenzen in der Sowjetunion hervorragende Platzierungen. Deshalb wurde er zum zentralen Armee-Sportklub ZSKA Moskau delegiert, wo er hervorragende Trainer und Trainingsbedingungen vorfand. 1955 wurde er erstmals sowjetischer Meister vor den mit ihm um die Nachfolge des in das Federgewicht gewechselten Olympiasiegers Iwan Udodow ringenden Wiktor Wilchowski und Bakir Farchutdinow. Er wurde daraufhin zur Weltmeisterschaft nach München entsandt, wo er prompt Weltmeister im Bantamgewicht wurde. Bis 1962 vertrat er dann die Sowjetunion bei vielen internationalen Meisterschaften mit großem Erfolg. Es gelang ihm aber nicht, Olympiasieger zu werden. 1956 schnappte ihm der US-Amerikaner Charles Vinci die Goldmedaille weg. 1960 wurde er nicht eingesetzt.
Wladimir Stogow war nach Beendigung seiner aktiven Laufbahn Offizier in der Sowjetarmee.

## Internationale Erfolge
(OS = Olympische Spiele, WM = Weltmeisterschaft, EM = Europameisterschaft, Ba = Bantamgewicht)
- 1955, 1. Platz, Welt-Jugendfestspiele, Ba, mit 325 kg;
- 1955, 1. Platz, WM + EM in München, Ba, mit 335 kg, vor Charles Vinci, USA, 317,5 kg und Mahmoud Namdjou, Iran, 312,5 kg;
- 1956, 1. Platz, EM in Helsinki, Ba, mit 325 kg, vor Georgiew, Bulgarien, 287,5 kg und Karel Saitl, CSSR, 282,5 kg;
- 1956, Silbermedaille, OS in Melbourne, Ba, mit 337,5 kg, hinter Vinci, 432,5 kg und vor Namdjou, 332,5 kg;
- 1957, 1. Platz, WM in Teheran, Ba, mit 345 kg, vor Ali Sonboli, Iran, 327,5 kg und Namdjou, 320 kg;
- 1958, 1. Platz, Militär-Spartakiade in Leipzig, Ba, mit 335 kg, vor Tschen Tschin-Kai, Volksrepublik China, 332,5 kg;
- 1958, 1. Platz, WM + EM in Stockholm, Ba, mit 342,5 kg, vor Vinci, 327,5 kg und Sonboli, 312,5 kg;
- 1959, 1. Platz, WM + EM in Warschau, Ba, mit 332,5 kg, vor Marian Jankowski, Polen, 320 kg und Imre Földi, Ungarn, 295 kg;
- 1960, 1. Platz, EM in Mailand, Ba, mit 330 kg, vor Földi, 310 kg und Jankowski, 307,5 kg;
- 1961, 1. Platz, WM und EM in Wien, Ba, mit 345 kg, vor Földi, 345 kg und Yoshinobu Miyake, Japan, 337,5 kg;
- 1962, 3. Platz, WM + EM in Budapest, Ba, mit 330 kg, hinter Miyake, 352,5 kg und Földi, 337,5 kg, EM-Wertung: 2. Platz.

## UdSSR-Meisterschaften
- 1955, 1. Platz, Ba, mit 317,5 kg, vor Wilchowski, 315 kg und Farchudtinow, 315 kg;
- 1956, 1. Platz, Ba, mit 325 kg, vor Wilchowski, 315 kg und Churomsky, 312,5 kg;
- 1957, 1. Platz, Ba, mit 327,5 kg, vor Wilchowski, 322,5 kg und Chalfin, 317,5 kg;
- 1959, 1. Platz, Ba, mit 327,5 kg, vor Farchudtinow, 322,5 kg und Uljanow, 320 kg;
- 1960, 2. Platz, Ba, mit 330 kg, hinter Uljanow, 337,5 kg und vor Li, 325 kg;
- 1961, 2. Platz, Ba, mit 335 kg, hinter Alexei Wachonin, 337,5 kg und vor Uljanow, 335 kg;
- 1962, 2. Platz, Ba, mit 337,5 kg, hinter Wachonin, 340 kg und vor Marzagulow, 327,5 kg.

## Weltrekorde
(alle Weltrekorde wurden im Bantamgewicht, also in der Gewichtsklasse bis 56 kg Körpergewicht, aufgestellt)
im beidarmigen Drücken:
- 107 kg, 1955 in Moskau,
- 107,5 kg, 1956 in Moskau.

im beidarmigen Reißen:
- 105 kg, 1957 in Teheran.

im beidarmigen Stoßen:
- 130 kg, 1955 in Warschau.

im olympischen Dreikampf:
- 325 kg, 1955 in Warschau,
- 335 kg, 1955 in München,
- 337,5 kg, 1956 in Moskau,
- 345 kg, 1957 in Teheran.